# فولفنبوتل
فولفنبوتل (بالألمانية: Wolfenbüttel) هي بلدة ألمانية تقع في فولفنبوتل في ألمانيا. يقدر عدد سكانها بـ 54,124 نسمة .

## المدن التوأمة
مدن سيفر، كينوشا (ويسكونسن)، ساتو ماري، Kamienna Góra و روندا كينون تاف ‏ هي مدن توأمة لفولفنبوتل.

## أعلام
- هرمان كورب
- فيرنر زان
- يوهانس كرابه
- إليزابيث من براونشفايغ-فولفنبوتل، دوقة ساكس ألتنبورغ
- هانس روبرت مولر
- سيمون مينسينغ
- جورج هاسل
- أنطوانيت أمالي من براونشفايغ-فولفنبوتل
- لين ماير
- فيلي هيرولد